# 银古路街道
银古路街道，是中华人民共和国宁夏回族自治区銀川市兴庆区下辖的一个乡镇级行政单位。

## 行政区划
银古路街道下辖以下地区：
八一社区、春园社区、丽景社区、丽水社区、友爱社区、迎宾社区、民乐社区、金南社区、高台社区、光华门社区、福园社区和景湖社区。